# Intersexualidad en Kenia

Prohibición legal de las intervenciones médicas
Reglamento por el cual se suspenden las intervenciones médicas sin consentimiento

Las personas intersexuales en Kenia se enfrentan a graves violaciones de derechos humanos desde su nacimiento. Existen escasas protecciones contra la mutilación y las intervenciones médicas cosméticas no consensuadas, y no existe protección legislativa contra la discriminación. Las personas intersexuales pueden tener dificultades para obtener certificados de nacimiento y otros documentos.
En febrero de 2025, Kenia reconoció oficialmente a las personas intersexuales en su proceso de registro de nacimientos. La Ley de Registro de Nacimientos y Defunciones se revisó para incluir la intersexualidad como categoría en los registros oficiales.

## Historia
Tradicionalmente, los niños identificados con una condición intersexual al nacer eran asesinados. Esto está empezando a cambiar, según organizaciones de parteras. Los niños intersexuales sobrevivientes pueden tener dificultades para obtener certificados de nacimiento y otros documentos de identificación.
En diciembre de 2017, activistas intersexuales africanos publicaron una declaración con demandas locales.
En agosto de 2018, la Comisión Nacional de Derechos Humanos de Kenia publicó un informe en el que solicitaba investigación y reformas legales para proteger los derechos de las personas intersexuales en el país.

## Integridad física y autonomía corporal
Los informes sugieren que el nacimiento de un bebé intersexual puede considerarse una maldición o un mal presagio, que puede derivar en infanticidio. Seline Okiki, presidenta de la organización de parteras Ten Beloved Sisters (en español: «Diez Queridas Hermanas»), ha descrito cómo los bebés que nacen intersexuales son tradicionalmente asesinados tras el nacimiento.
En 2015 se informó que un adolescente intersexual de Malindi, Muhadh Ishmael, fue mutilado y posteriormente falleció en el hospital. Anteriormente se le había descrito como una maldición para su familia.
En octubre de 2018 la Comisión Nacional de Derechos Humanos de Kenia informó que algunas personas intersexuales habían sido obligadas a someterse a cirugías genitales y «en algunos casos, los procedimientos fueron fallidos, resultando en la muerte». Ese mismo año, se publicaron dos importantes informes nacionales sobre la situación de las personas intersexuales en Kenia: un informe de la Comisión Nacional de Derechos Humanos de Kenia y un informe del Grupo de Trabajo sobre Reformas Políticas, Jurídicas, Institucionales y Administrativas relativas a las Personas Intersexuales en Kenia. Ambos informes exigieron reformas para proteger la integridad física de las personas intersexuales y medidas para combatir el estigma.
La Comisión Nacional de Derechos Humanos de Kenia solicitó la convocación de un grupo de trabajo sobre salud intersexual, que estableciera directrices nacionales para las prácticas médicas y equipos multidisciplinarios, y que ordenara a los médicos que «aconsejaran a todos los padres que suspendieran las cirugías "normalizadoras" hasta que sus hijos tuvieran la edad para tomar decisiones por sí mismos», que investigaran el infanticidio y el abuso infantil, que investigaran el impacto de las intervenciones médicas intersexuales y que financiaran el acceso a tratamiento médico consentido.
El Grupo de Trabajo declaró que «las intervenciones quirúrgicas y hormonales para niños en relación con su condición intersexual solo deben realizarse en caso de emergencia médica con base en el consentimiento informado». Recomendó que el gobierno proporcione:
- «protección contra intervenciones médicas involuntarias e inapropiadas y garantice una reparación efectiva»
- directrices y promueva el acceso a la atención médica, incluyendo un fondo para el tratamiento y la consejería prenatal.

## Protección contra la discriminación

Protección explícita contra la discriminación debido a las características sexuales
Protección explícita contra la discriminación debido a la condición de intersexual
Protección explícita contra la discriminación debido a la intersexualidad, enfocada en el sexo de la persona

Se considera que las personas intersexuales sufren un estigma significativo. Un informe periodístico keniano sugiere altas tasas de abandono escolar prematuro. La organización Gama Africa informa que el 60 % de 132 personas intersexuales conocidas abandonaron la escuela «debido al acoso y el trato recibido por parte de sus compañeros y profesores». Diversos informes anecdóticos señalan altos niveles de suicidio entre las personas intersexuales.
En el caso de 2010 de Richard Muasya contra el Honorable Fiscal General, Muasya fue condenado por robo con violencia. El caso examinó si había sufrido discriminación por haber nacido intersexual. Se determinó que había sido sometido a tratos inhumanos y degradantes durante su estancia en prisión.
Las personas intersexuales en Kenia no cuentan actualmente con protección contra la discriminación, pero sus derechos son tema de debate, incluso a través de un grupo de trabajo dirigido por el diputado Isaac Mwaura. Esto, en parte, se produjo tras un caso judicial histórico resuelto en 2014, sobre un niño que no pudo comenzar la escuela sin un certificado de nacimiento.
Un informe de 2018 de la Comisión Nacional de Derechos Humanos de Kenia halló evidencia de estigma y discriminación generalizados, incluyendo infanticidio, falta de registro de nacimientos y altas tasas de abandono escolar prematuro. Concluyó que las personas intersexuales padecían mitos de que eran producto de una «maldición» y de que eran gays o transgénero, y que estos mitos vulneraban su derecho a un juicio justo. Exigió una reforma legal para:
- Promulgar una definición legal de intersexualidad más amplia que reconozca la diversidad de variaciones intersexuales.
- Educar al público.
- «Modificar y promulgar legislación que dé efecto a las disposiciones del Artículo 27(4) de la Constitución para garantizar la no discriminación de las personas intersexuales en todas las esferas de la vida, incluyendo la educación, la atención médica, el empleo, el deporte y el acceso a los servicios públicos, y abordar dicha discriminación mediante iniciativas pertinentes contra la discriminación».[6]

El Grupo de Trabajo recomendó al gobierno:
- «Garantizar la igualdad de trato, el respeto y la protección de la dignidad de las personas intersexuales en el sector de la justicia penal».[11]

## Documentos de identificación
En 2014, en el caso de la Bebé ‹A› (demandando a través de su Madre E.A) y otra contra el Fiscal General y otras 6 personas [2014], un tribunal keniano ordenó al gobierno keniano emitir un certificado de nacimiento a un infante de cinco años nacido en 2009 con genitales ambiguos. En Kenia, un certificado de nacimiento es necesario para asistir a la escuela, obtener un documento nacional de identidad y votar. El abogado del infante, John Chigiti, declaró que este era un «primer paso hacia el reconocimiento de las personas intersexuales».
En un caso anterior, presentado en 2010 ante el Tribunal Superior, Richard Muasya contra el Honorable Fiscal General, el Tribunal determinó que una persona intersexual era responsable de registrar su propio nacimiento, tras no haberlo hecho en el momento de su nacimiento.
El informe de la Comisión Nacional de Derechos Humanos de Kenia declaró que no se debería asignar a los niños a una tercera categoría sexual, sino que el gobierno debería implementar el enfoque defendido por los grupos intersexuales, conocido como el «enfoque de la mejor estimación no quirúrgica», y permitir que las personas intersexuales cambien su nombre legal y género en todos sus documentos de identidad. El Grupo de Trabajo propuso la creación de una tercera categoría sexual para las personas intersexuales, «para facilitar su reconocimiento legal».

## Deportes
En mayo de 2019 los medios de comunicación informaron que dos atletas fueron expulsadas del equipo nacional de atletismo tras la decisión del Tribunal de Arbitraje Deportivo (TAS) en el caso de Caster Semenya. Las atletas son la campeona de 100 y 200 metros, Maximilla Imali, y la corredora de 400 metros, Evangeline Makena.

## Defensa de derechos
Entre las organizaciones intersexuales en Kenia se encuentran la Sociedad de Personas Intersexuales de Kenia (en inglés: Intersex Persons Society of Kenya) y Jinsiangu/Jinsi Yangu. Ambas organizaciones fueron reconocidas como instituciones no estatales clave en el informe del Grupo de Trabajo, junto con Gender Minority Advocacy Trust.
El Día de la Visibilidad Intersexual se celebró por primera vez en Kenia en 2016. Gama Africa organizó una marcha en Nairobi, junto con una petición presentada al parlamento y eventos organizados por la Comisión Nacional de Derechos Humanos de Kenia.
En 2017 se inició la elaboración de una «Ley Modelo sobre los derechos de las personas intersexuales en África». La primera reunión de consulta se celebró en el Centro de Derechos Humanos de la Universidad de Pretoria, Sudáfrica. Entre los representantes kenianos se encontraba John Chigiti, de la Fundación Fiduciaria de Acción para Minorías de Género de Kenia (Gender Minorities Action Trust Foundation-Kenya, GMAT), quien representó a personas intersexuales en casos ante el Tribunal Superior en 2010 y 2014.